# Leovo Brdo
Leovo Brdo (cyr. Леово Брдо) – wieś w Czarnogórze, w gminie Pljevlja. W 2011 roku liczyła 19 mieszkańców.